# ベルモントの戦い
ベルモントの戦い（ベルモントのたたかい、英: Battle of Belmont）は、南北戦争の序盤、1861年11月7日にミズーリ州ミシシッピ郡で行われた戦闘である。北軍の准将、後に総司令官となり、最後はアメリカ合衆国大統領にもなったユリシーズ・グラントにとって西部戦線で最初の試金石となる戦闘であった。
11月6日、グラントはイリノイ州カイロから船でケンタッキー州コロンバスにある南軍の要塞攻撃に向かった。翌朝、南軍はミシシッピ川を渡ってミズーリ州ベルモントにいることが分かった。グラントは部隊をミズーリ州側に上陸させて、ベルモントに向けて行軍させた。グラント軍は南軍キャンプを占領して破壊した。しかし、散り散りになっていた南軍が直ぐに再編されコロンバスから援軍も到着した。南軍は対岸からの激しい砲撃にも支えられて反撃した。グラントは部隊を川舟まで後退させ、ケンタッキー州パデューカまで移動した。この戦闘の規模は小さかったが、当時他の場所では戦争の進展が無く、新聞で大いに注目された。

## 背景

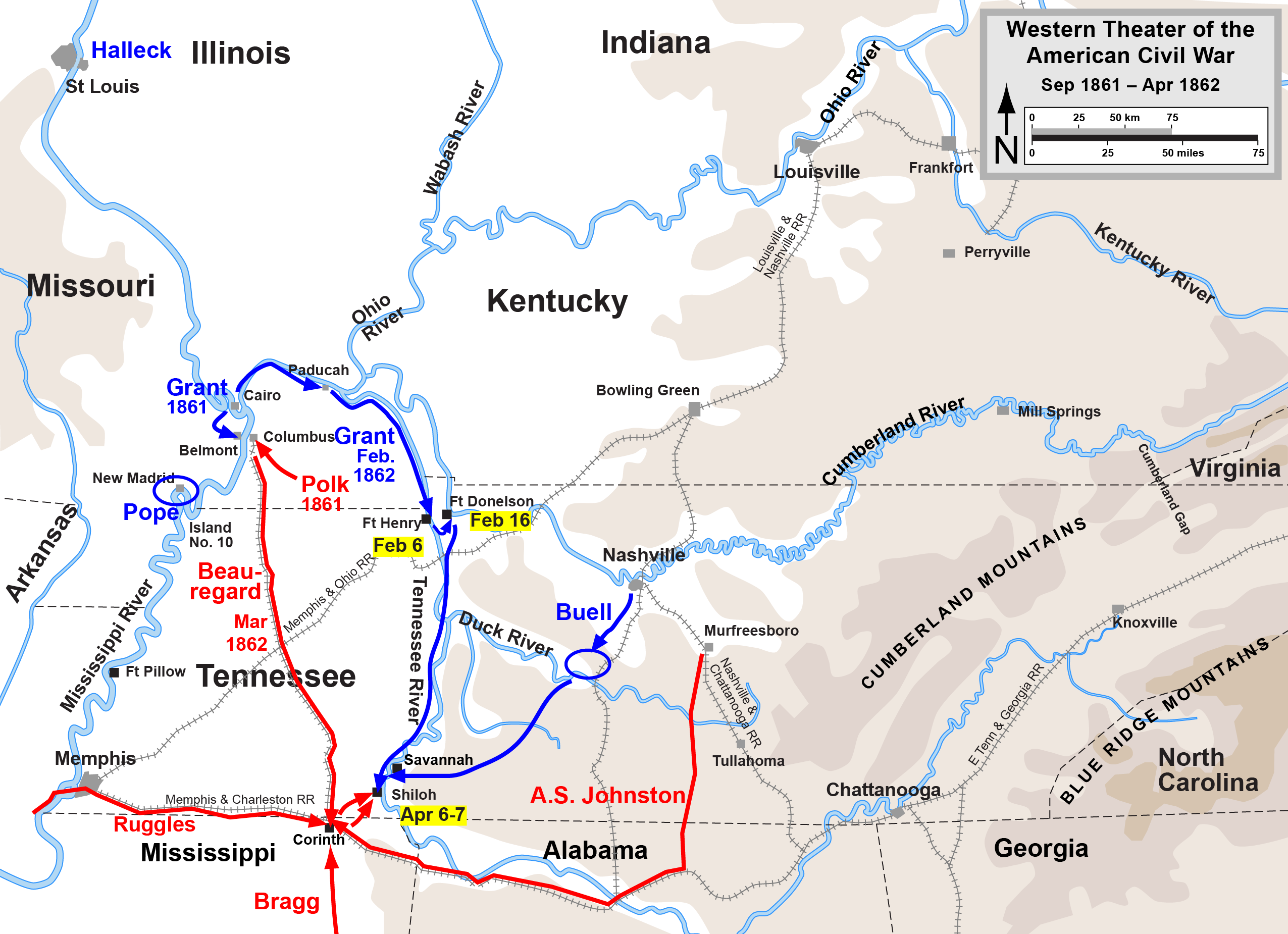
西部戦線におけるベルモント（1861年11月）からシャイロー（1862年4月）までの戦いの軌跡
南軍
北軍

南北戦争が始まった時、重要な境界州であるケンタッキー州は南軍寄りの知事と北軍寄りの議会という事情もあり、南北両軍の間で中立を宣言していた。この中立は、1861年9月3日に南軍のレオニダス・ポーク少将がミシシッピ川を見下ろす崖のカギとなる陣地であるケンタッキー州コロンバスを占領したことでまず破られた。その2日後に北軍のユリシーズ・グラント准将がパデューカを占領した。グラントは南東ミズーリ地区軍を指揮しており、西部戦線指揮官であるジョン・C・フレモントにコロンバス攻撃の許可を求めたが、命令は来なかった。続く2ヶ月間は南軍に対する限られた示威行動のみが行われた。
フレモントは南軍がアーカンソー州でその部隊を補強しようとしていることを知り、11月1日にグラントにコロンバスに対する牽制を行わせ、南軍をそこに留めておくよう命令した。グラントはリチャード・オグルスビー大佐に約3,000名の部隊を付けて南東ミズーリ州に派遣した。しかし、グラントが南軍の援軍はミズーリ州に移動してオグルスビー隊の方向に向かっていると知った時、援軍を送ってチャールズ・F・スミス准将にパデューカから南西ケンタッキーに入り、南軍を引き付けて置くよう命令した。グラントはコロンバスからは川を挟んで約2,000フィート (600 m) の渡船場で、3戸の小屋があるだけの小集落ベルモントを攻撃する方法を選んだ。グラントの遠征隊は3,114名の兵士で構成され、ジョン・A・マクラーナンド准将とヘンリー・ドウアティ大佐の2個旅団、2個騎兵中隊および1個砲兵大隊に編成されていた。11月6日、砲艦USSタイラーとUSSレキシントンに援護され、カイロから輸送艦アレック・スコット、チャンセラー、キーストーン・ステイト、ベル・メンフィス、ジェイムズ・モンゴメリーおよびロブ・ロイで出港した。
南軍のレオニダス・ポーク少将はコロンバスに約5,000名の部隊を持っていた。ポークがグラントのカイロからの出発を知った時、コロンバスが主目標であり、ベルモントは牽制に過ぎないと考えた。ギデオン・J・ピロー准将に2,700名を付けてベルモントに送り、残り部隊はコロンバスを守るよう命令した。
グラントはベルモントにキャンプ・ジョンストンという小さな南軍観測キャンプと砲台が1つあるのを発見した。グラントは南軍がミズーリ州兵のスターリング・プライス少将あるいはM・ジェフ・トンプソン准将を支援することを妨げ、オグルズビー隊の無防備な左側面を攻撃から守るために攻撃を決断した。

## 戦闘
11月7日午前8時半、グラント軍はコロンバスの南軍6個の砲台の直ぐ射程外である、ベルモントから北に3マイル (5 km) のハンター農園で下船した（コロンバスの川に向いた砲台には10インチコロンビヤード砲と11インチ榴弾砲、さらには「レディ・ポーク」と呼ばれる南軍では最大の128ポンド・ホイットワース施条砲が据えられていた）。グラント軍は一つの道を南方に進軍し、逆茂木を形成する倒木の障害を払うために難儀した。町から1マイル (1.6 km)の所、トウモロコシ畑で戦闘隊形を作った。この戦列は北から南に第22イリノイ歩兵連隊、第7アイオワ歩兵連隊、第31イリノイ歩兵連隊、第30イリノイ歩兵連隊、および第27イリノイ歩兵連隊となっており、その間に騎兵1個中隊が入った。南軍の戦闘隊形はベルモント北西の低い尾根にあり、北から南に第12テネシー歩兵連隊、第13アーカンソー歩兵連隊、第22テネシー歩兵連隊、第21テネシー歩兵連隊および第13テネシー歩兵連隊となっていた。
グラント軍の攻撃で南軍の散兵線を押し込み、朝の残り時間は、戦闘経験の無い新兵ばかりの両軍は前進後退を繰り返した。午後2時までにピローの前線が崩壊し始めキャンプ・ジョンストン方向に後退したので一方的になった。初めの秩序だった後退は恐慌に変わり、北軍4門の大砲が後退する兵士達に砲撃を開始した。第31イリノイ歩兵連隊からの一斉射撃で数十名の南軍兵を倒し、北軍兵は3方から攻撃してキャンプに雪崩れ込んだ。打ち負かされた南軍兵はその連隊旗や銃を捨て川に向けて殺到し、逃亡しようとした。グラントは常に前線にあって兵士達を指揮した。乗っていた馬が撃たれたが副官の馬に乗り換えて指揮を続けた。
グラントの経験が足りない兵士達は、グラントの言葉に拠れば、「勝利のために士気を挫かれた。」マクラーナンド准将はこのとき星条旗が翻るキャンプ中央に歩み寄り、万歳三唱を求めた。数百の捕虜とそのキャンプを占領したことで、奇妙でお祭り騒ぎのような雰囲気が部隊を支配し、喜びの瞬間で夢中になった。略奪したり盛り上がっている兵士達の統制を取り戻すためにグラントはキャンプに火をつけるよう命じた。この混乱と目隠しになった煙の中で、幾つかのテントにいた負傷した南軍兵は偶々焼死した可能性があり、戻ってきた南軍兵に捕虜達が意図的に殺されたと思わせた。
北軍が捕獲した大砲2門と106名の捕虜を連れて輸送艦に戻り始めたときに、輸送艦プリンスとチャームで渡され、グラントの引き上げ路に現れた南軍の援軍に攻撃された。この部隊は第15テネシー歩兵連隊と第11ルイジアナ歩兵連隊にピローとベンジャミン・F・チーザム大佐の指揮する混成歩兵隊だった。北軍兵が南軍の援軍に向き直ると、コロンバスから「レディ・ポーク」の砲弾が飛来し、他の多くの南軍砲も砲火を開いた。北軍の砲艦が南軍の砲台と交戦した。グラントは冷静に、「さあ、入り口を切り開いたように出口も開かねばならない」と言った。
北軍が上陸地点に戻ると1個連隊が見えなくなっており、地形のために視界から消えていた。グラントはそれを探しに馬で駆け戻ったが、彼の方向に向かってくるのは南軍兵の塊だけだった。グラントは馬を返して川に急行したが川舟の船長達は既に舫い綱を外すよう命令していた。グラントはその自叙伝で次のように記した。

## 戦闘の後
南軍はベルモントの戦いを南軍の勝利と主張したが、実際には決着が付かず、引分だった。グラントは示威行動を行ったが、撃退された。北軍の損失は607名（戦死120、負傷383、捕虜または不明104）となった。南軍の損失はやや高く641名（戦死105、負傷419、捕虜または不明117）だった。この戦闘の最も重要な結果は単にグラントに大部隊を指揮する戦闘経験を与えたことだった。さらにはエイブラハム・リンカーン大統領はこの冬どこかで南軍を攻撃したいと願っており、グラントについて良い印象を持った。
イリノイ州シカゴのベルモント・アベニューはこの戦闘に因んで名付けられた。